# Stepan Bandera
Stepan Andrijovič Bandera (ukr. Степан Андрійович Бандера); (Staryj Ugryniv, 1. siječnja 1909. - München, 15. listopada 1959.) je ukrajinski politički i društveni aktivist, jedan od vođa ukrajinskog nacionalnog pokreta u zapadnoj Ukrajini, vođa kontroverzne terorističke Organizacije Ukrajinskih Nacionalista u Drugom svjetskom ratu.
Rodio se u zapadnom ukrajinskom selu Starom Ugrynivu (ukr. Старий Угринів) u grkokatoličkoj svećeničkoj obitelji. Pohađao je Strijsku gimnaziju od 1919. do 1927., a godine 1928. postao je član Ukrajinske vojne organizacije (ukr. Української Військової Організації - УВО). Za vrijeme studija na Agronomskom fakultetu Ljvivskog sveučilišta aktivno je sudjelovao u radu ukrajinskih omladinskih organizacija anarhističkog karaktera. Imao je susrete sa studentskom organizacijom Grupa Ukrajinske Nacionalističke Omladine (ukr. Група Української Національної Молоді), no treba napomenuti da se nacionalizam među Ukrajincima od samog početka poistovjećivao s patriotizmom i nije sličio nacionalizmu koji je kasnije propagiran u nacističkoj Njemačkoj.
Poimanje ukrajinskog nacionalizma prema riječima Stepana Bandere: «Ideja ukrajinskog nacionaliste, nacionalističkog pokreta, nije istoznačna terminu sa Zapada. Ukrajinski nacionalni pokret nema ništa zajedničko s nacizmom, fašizmom ili nacional-socijalizmom. Ukrajinski nacionalizam se bori protiv imperijalizma, protiv totalitarizma, protiv rasizma i bilo kojeg oblika diktature te zagovaranja nasilja. Termin ukrajinski nacionalist istovjetan je terminu ukrajinski patriot, koji je spreman boriti se za slobodu svoga naroda i žrtvovati sve za svoj narod, žrtvovati sve što posjeduje, ...» (Stepan Bandera)

## Politička aktivnost
Stepan Bandera se prije Drugog svjetskog rata priključio Organizaciji Ukrajinskih Nacionalista - OUN (ukr. Oрганізація Українських Нацioналістів - OУН) u kojoj su osim Ukrajinaca djelovali i pripadnici drugih narodnosti zalagavši se za neovisnu ukrajinsku državu. Bandera je u sklopu ONU-a ostvario uspješnu političku karijeru i postao liderom organizacije. Nakon Prvog svjetskog rata, kada je Europa u pregovorima dodijelila Poljskoj istočnu Galiciju odnosno Zapadnu Ukrajinu, OUN je djelovala protiv antiukrajinski skrojenih zakona i same Poljske države. Od 1935. do 1936. protiv Stepana Bandere je vođen sudski proces zbog organizacije atentata na Ministra unutarnjih poslova Poljske Bronislava Perackog. Zajedno s još 11 suradnika osuđen je na smrt, a kasnije mu je kazna zamijenjena doživotnom robijom. Iz zatvora izlazi nakon njemačke okupacije Poljske, jer se njegova antipoljska aktivnost namjeravala iskoristiti u korist njemačke opkupacije.

## Ubojstvo Stepana Bandere
Nakon završetka Drugog svjetskog rata Stepan Bandera je živio u emigraciji u Zapadnoj Njemačkoj odakle je nastavio rukovoditi Ukrajinskom ustaničkom armijom (UPA) uz pomoć i podršku britanskih obavještajnih službi. Ubijen je po nalogu KGB-a 15. listopada 1959. u Münchenu. Kako je utvrdio njemački Federalni Konstutivni Sud ubojstvo je izvršio Bogdan Stašinski cijanidnim metkom. Godine 2005. bivši načelnik KGB-a SSSR-a Vladimir Krjučkov priznao je da je ubojstvo Stepana Bandere bilo jedno od posljednjih obračuna s «neželjenim elementima» i nasilnim metodama. Stepan Bandera je pokopan 20. listopada 1959. na njemačkom groblju Waldfriedhof u Münchenu. Poslije njegove smrti organizaciju je vodio S. Lenkavskij.

## Vanjske poveznice
- Stepan Bandera - Perspectives for Ukrainian Revolution (audio recordings) (engl.)

- eng. {{{1}}} PETLURA, KONOVALETS, BANDERA - Three Leaders of Ukrainian insurgent movement murdered by Order of Moscow (audiobook)

Stepan Bandera, His Life and Struggle
- Eight decades of struggle